# Rhynchonellata
Rhynchonellata (лат.) — класс замковых плеченогих из подтипа Rhynchonelliformea. Ведут сидячий образ жизни, прикрепляясь к субстрату хорошо развитым стебельком (ножкой). Раковина у большинства представителей двояковыпуклая, форма её наружной поверхности варьирует от совершенно гладкой до очень складчатой или покрытой узкими концентрическими петлевидными линиями. Ископаемые представители класса известны с раннего кембрия, их останки найдены по всему миру, включая Антарктику.

## Классификация
В классе Rhynchonellata 3 современных и 7 ископаемых отрядов: 
- Отряд Rhynchonellida — Ринхонеллиды
- Отряд Terebratulida
- Отряд Thecideida
- † Отряд Athyridida
- † Отряд Atrypida — Атрипиды
- † Отряд Orthida
- † Отряд Pentamerida
- † Отряд Protorthida
- † Отряд Spiriferida — Спирифериды[3]
- † Отряд Spiriferinida
- Incertae sedis
  - † Семейство Cardiarinidae
  - † Семейство Mongolellidae
  - † Семейство Tropidoleptidae
  - † Род Cadomella
  - † Род Dentatrypa

## Разнообразие форм раковин

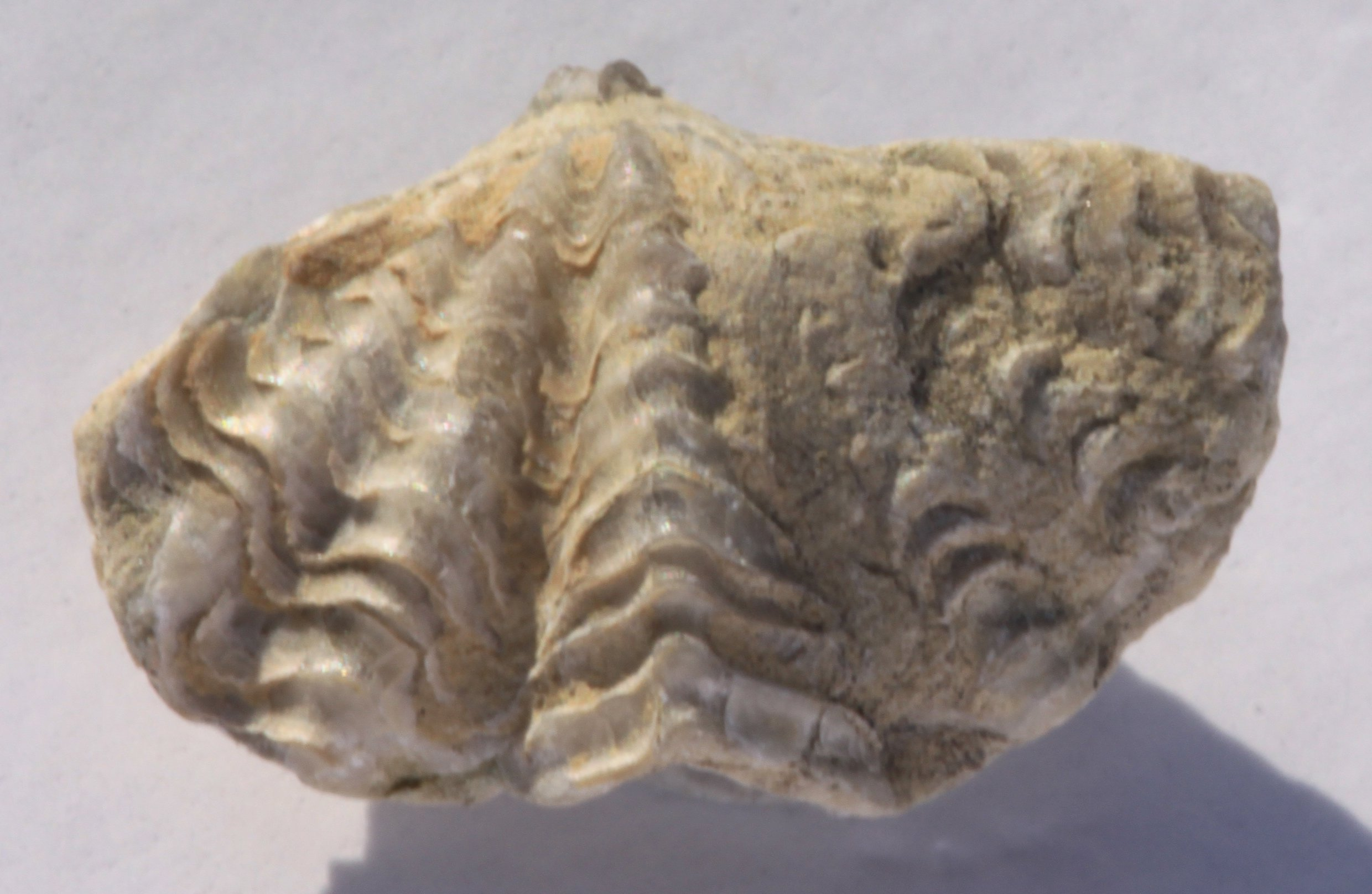
Spirifer perlamellosus
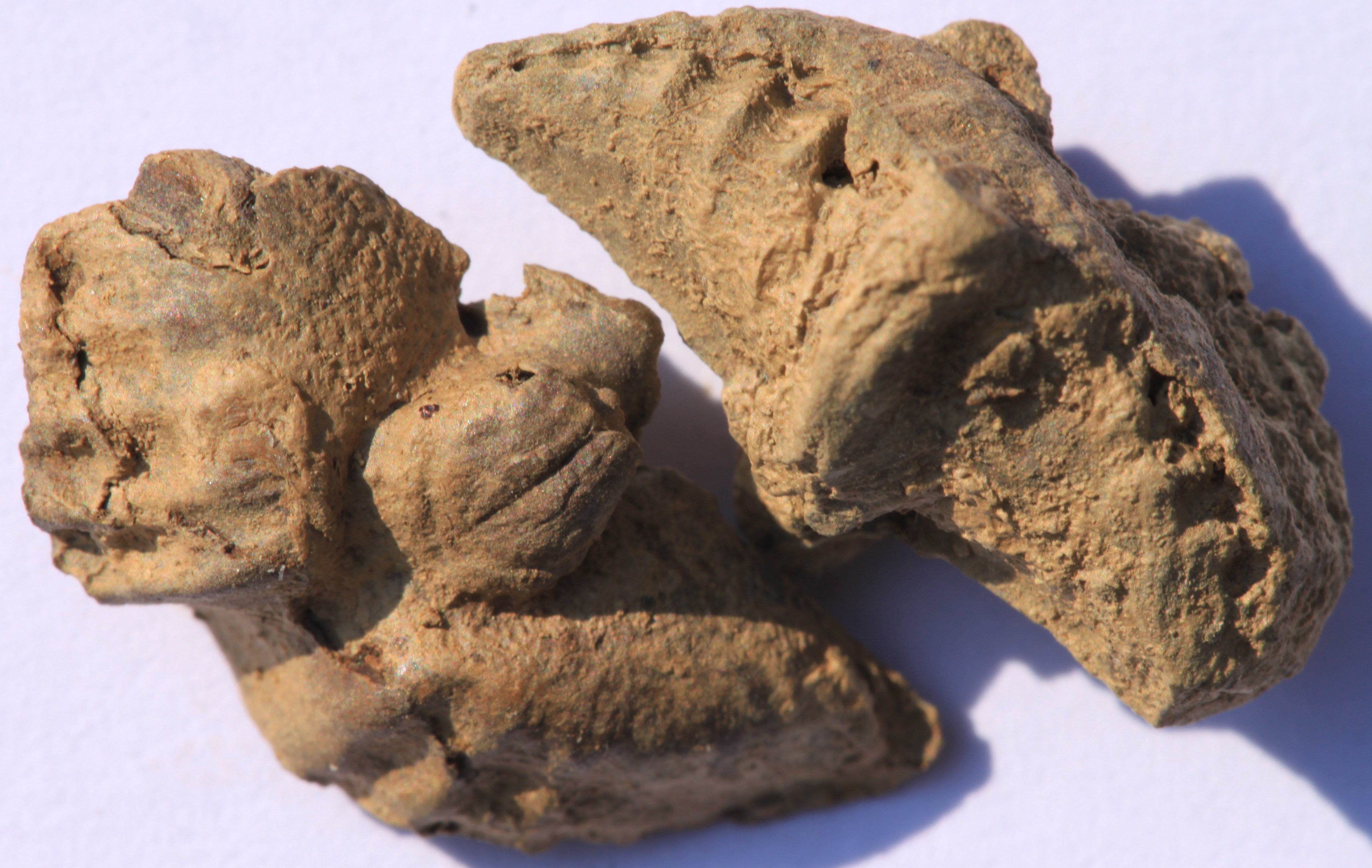
Arduspirifer arduennensis
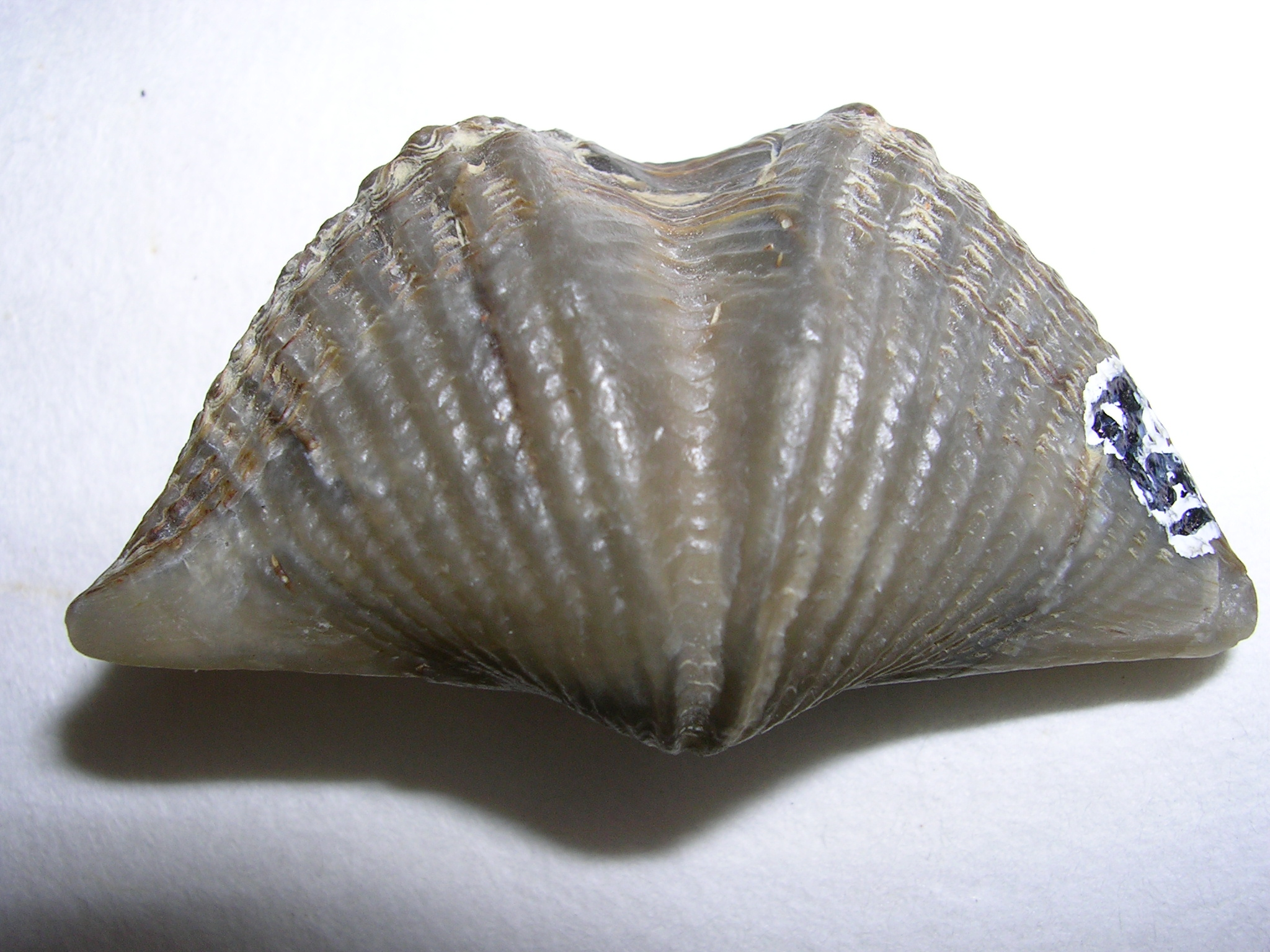
Mucrospirifer thedfordensis
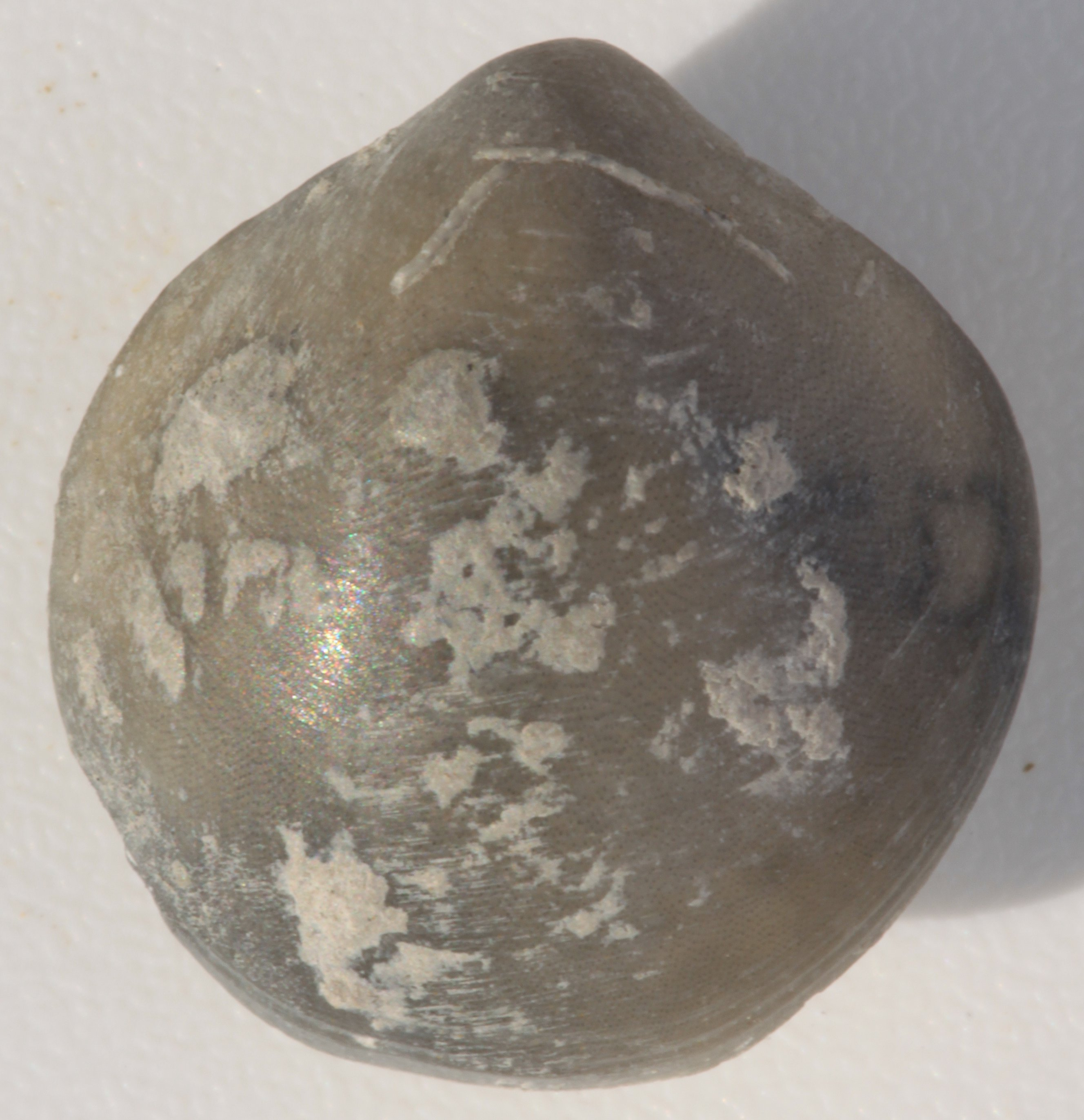
Waconella wacoensis
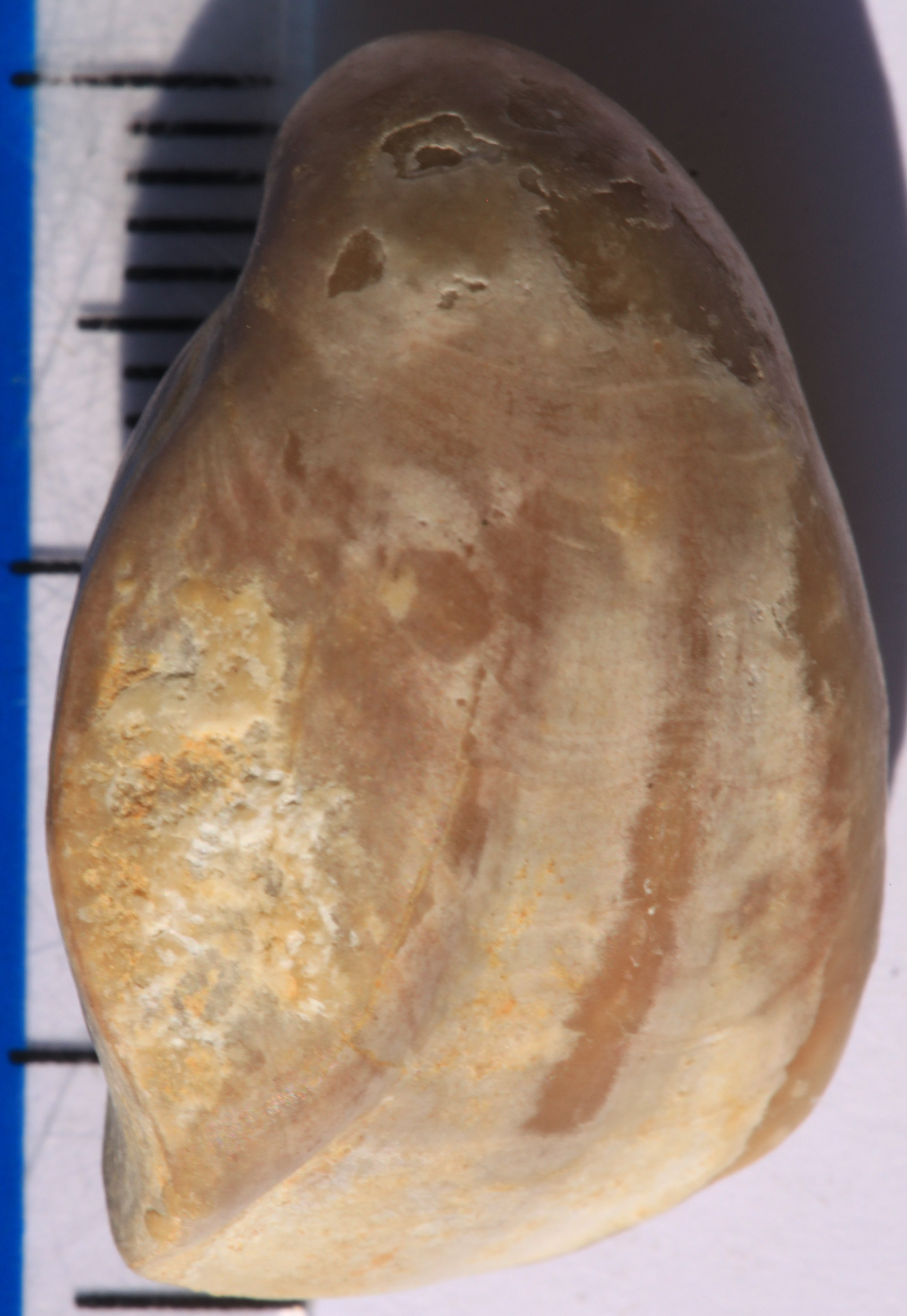
Monsardithyris oblique
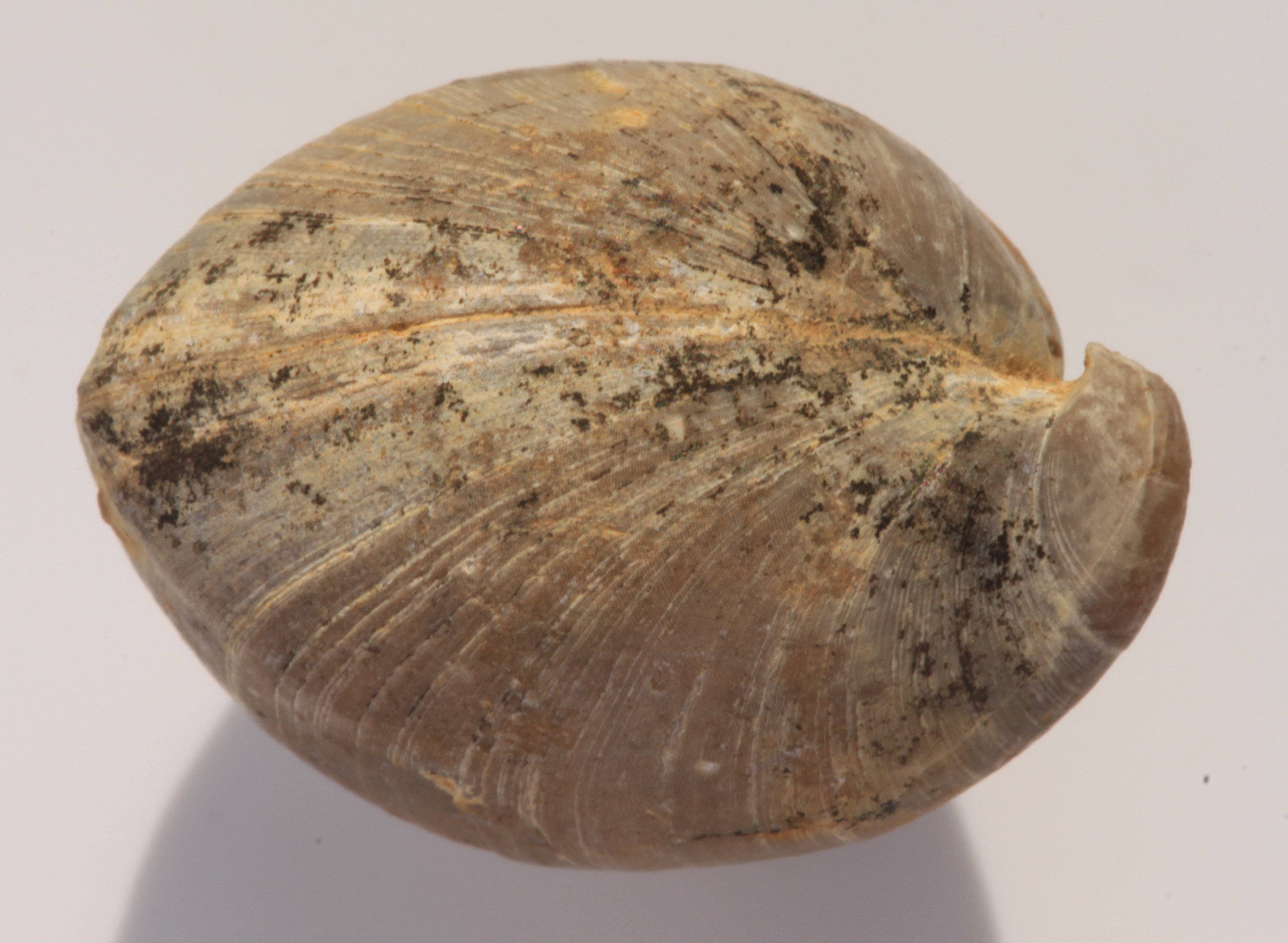
Obovothyris magnobovata, вид сбоку
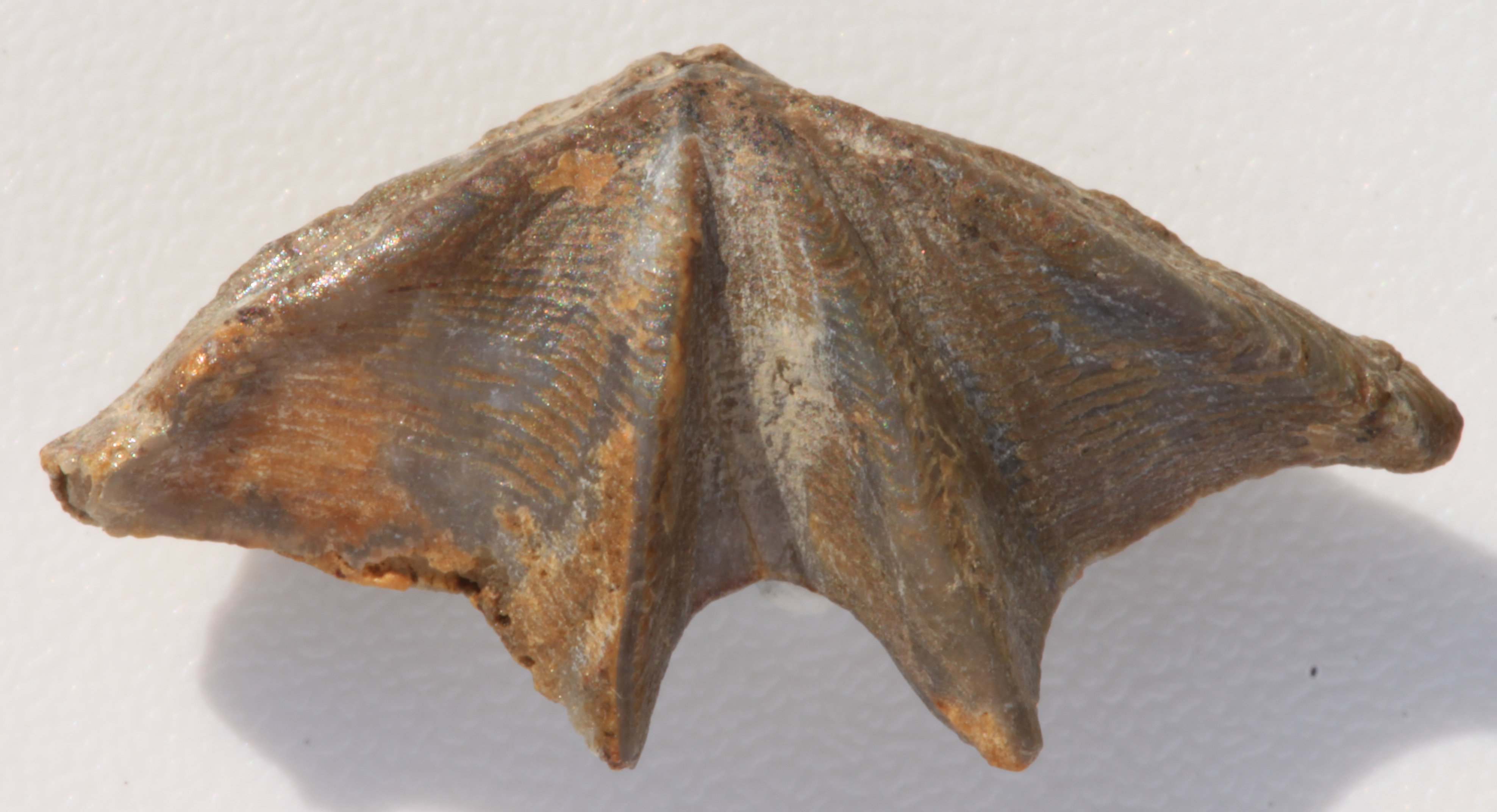
Plicathyris ezquarrai
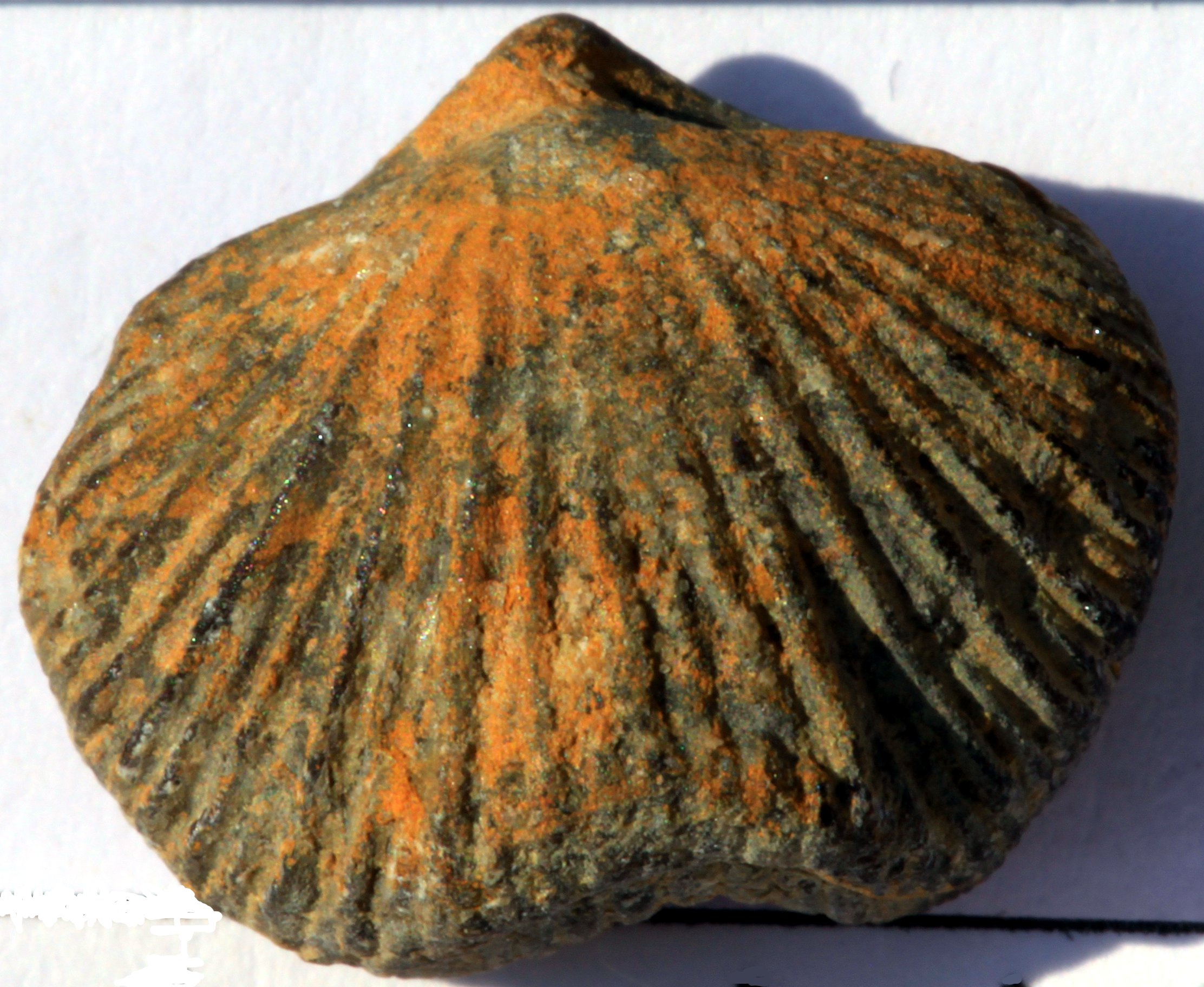
Primipilaria primipilaris
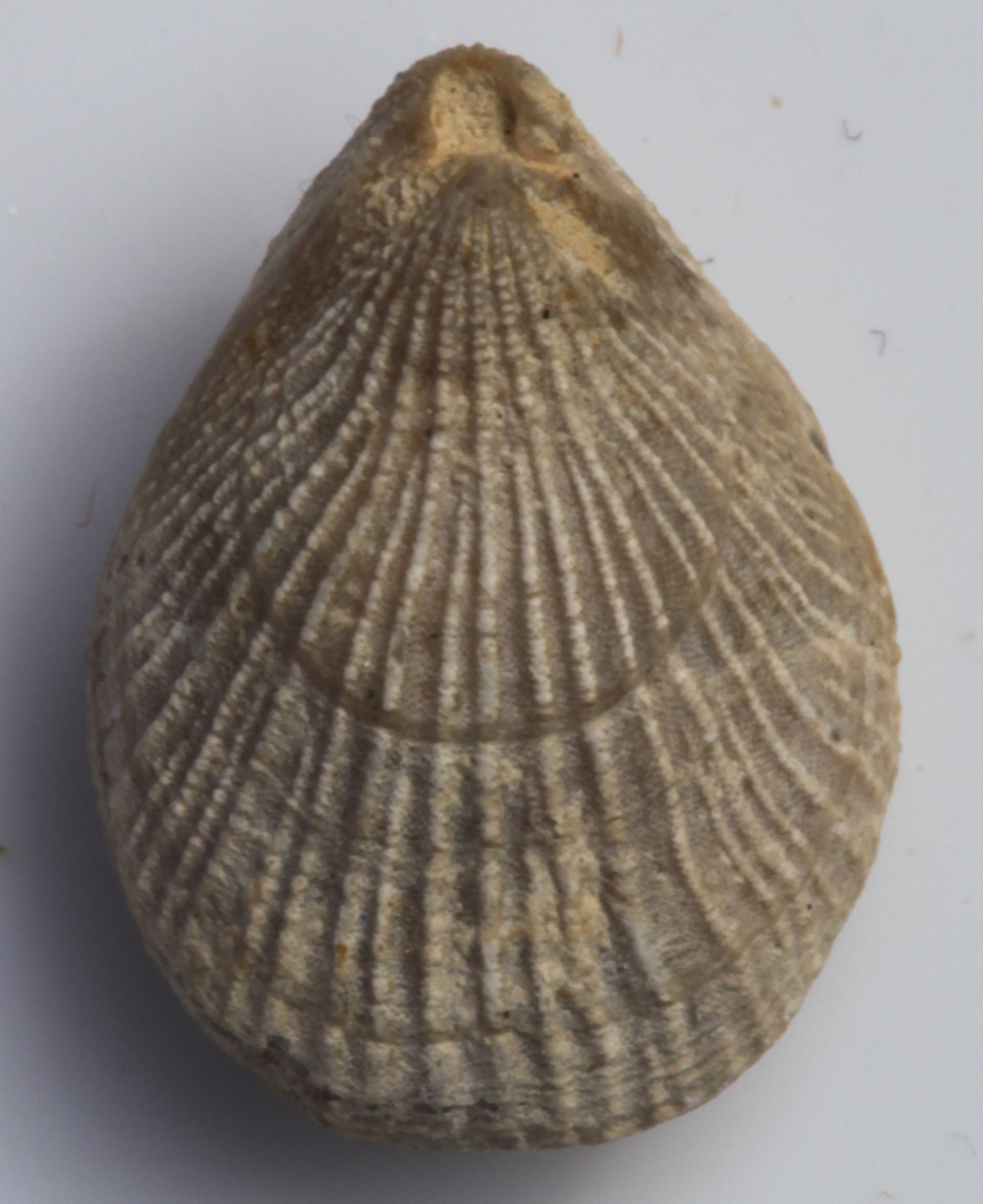
Terebratulina sp.
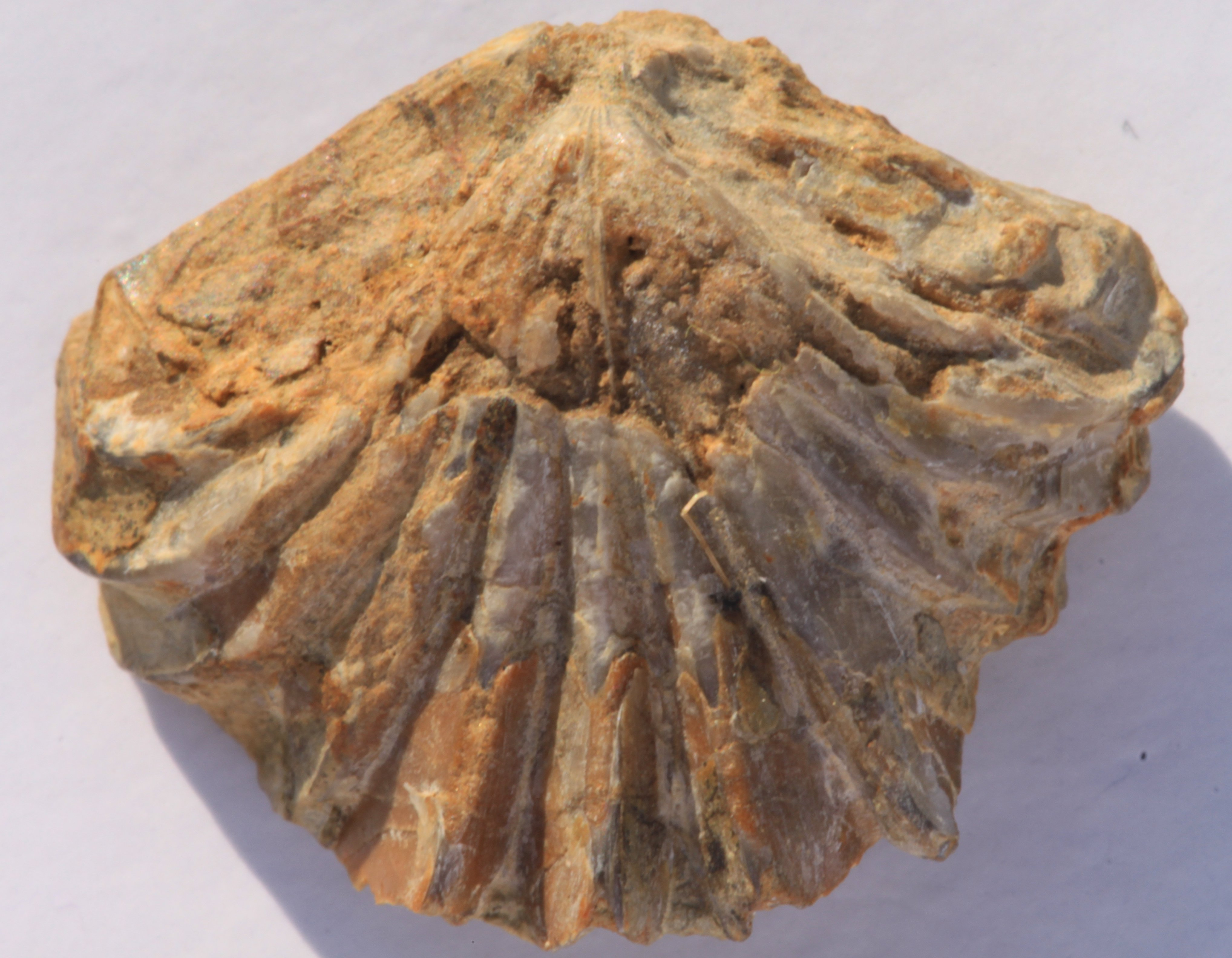
Xana bubo
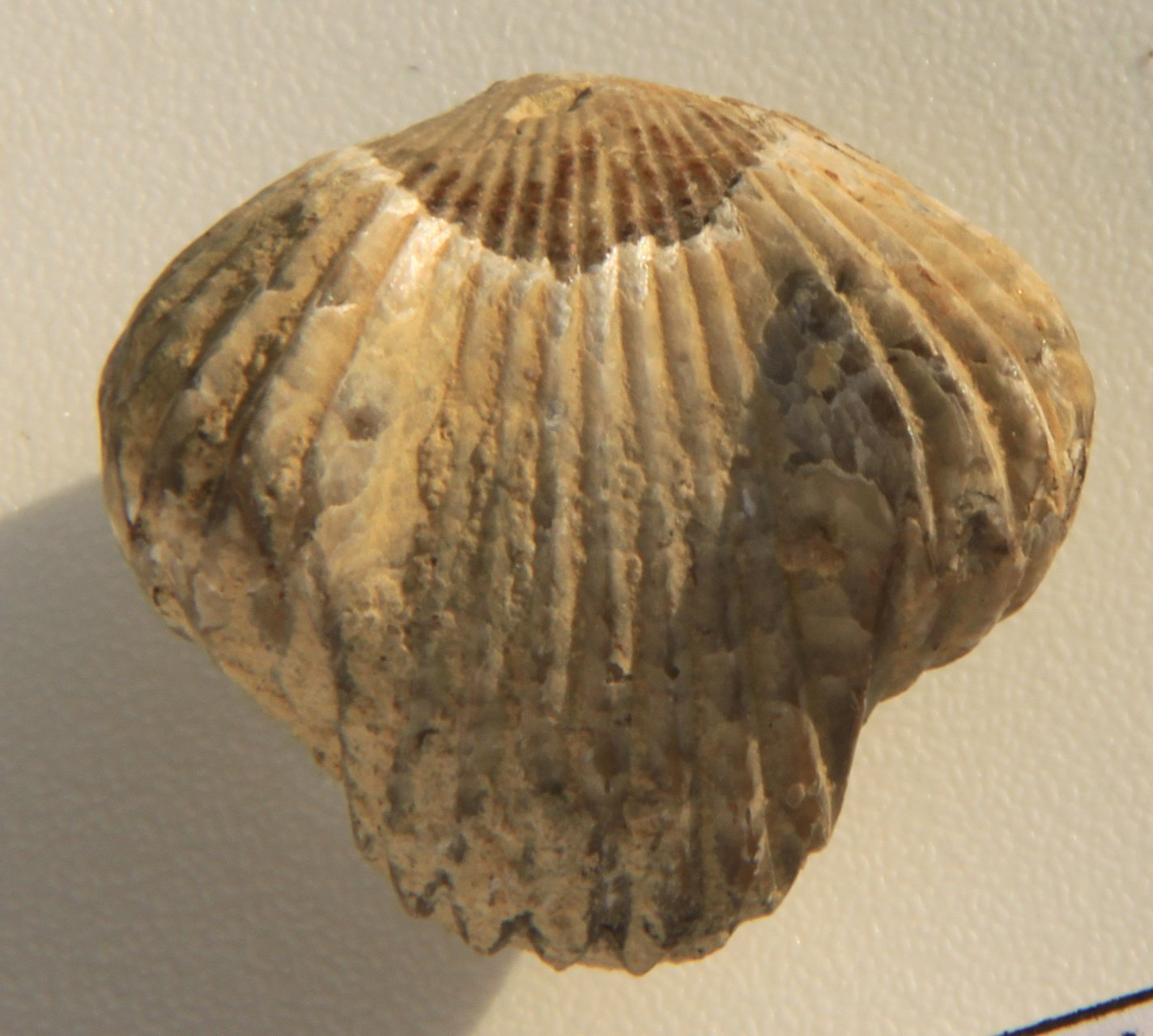
Homeorhynchia meridionalis, брюшная створка
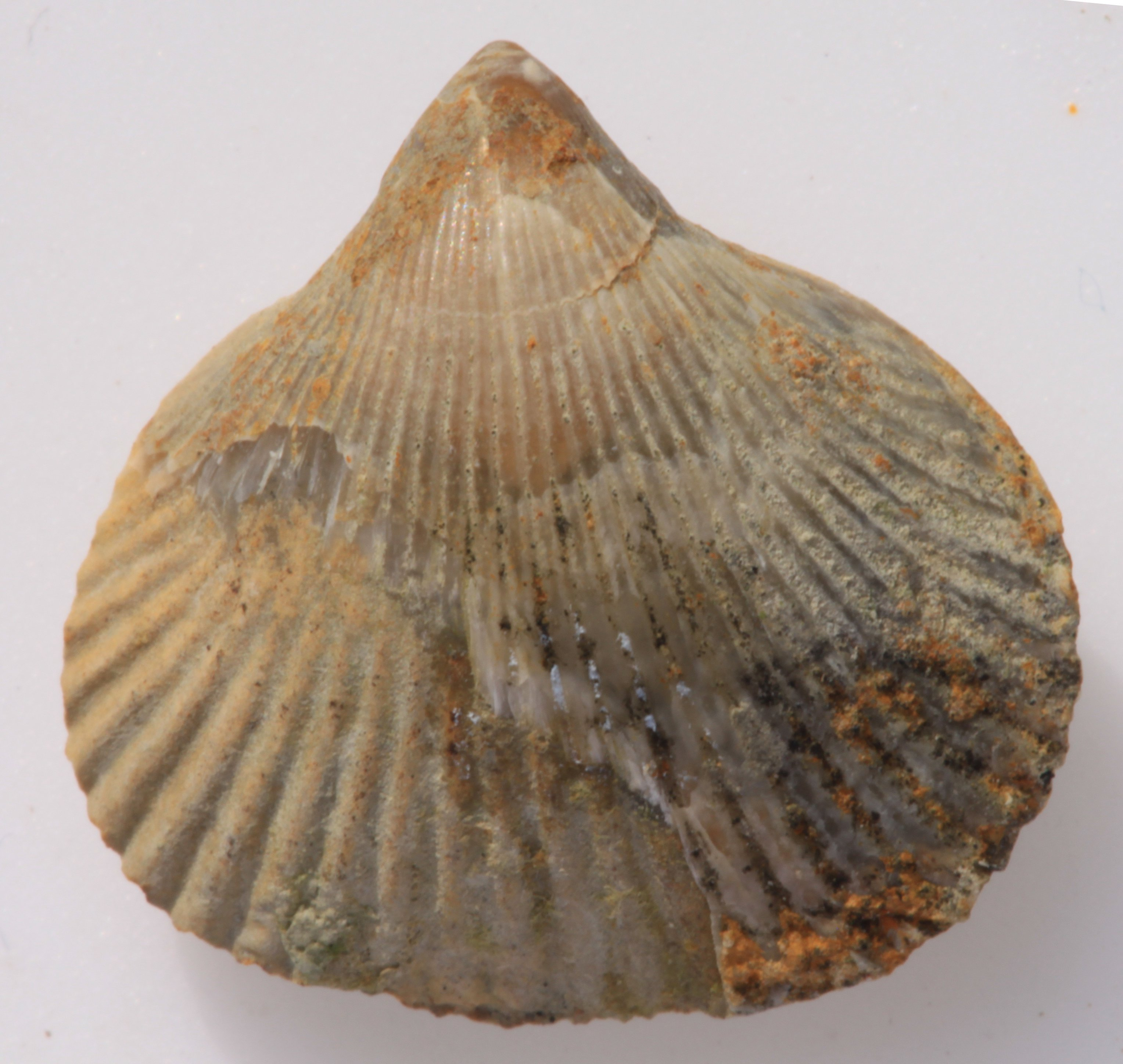
Sharpirhynchia sharpi, вид сверху
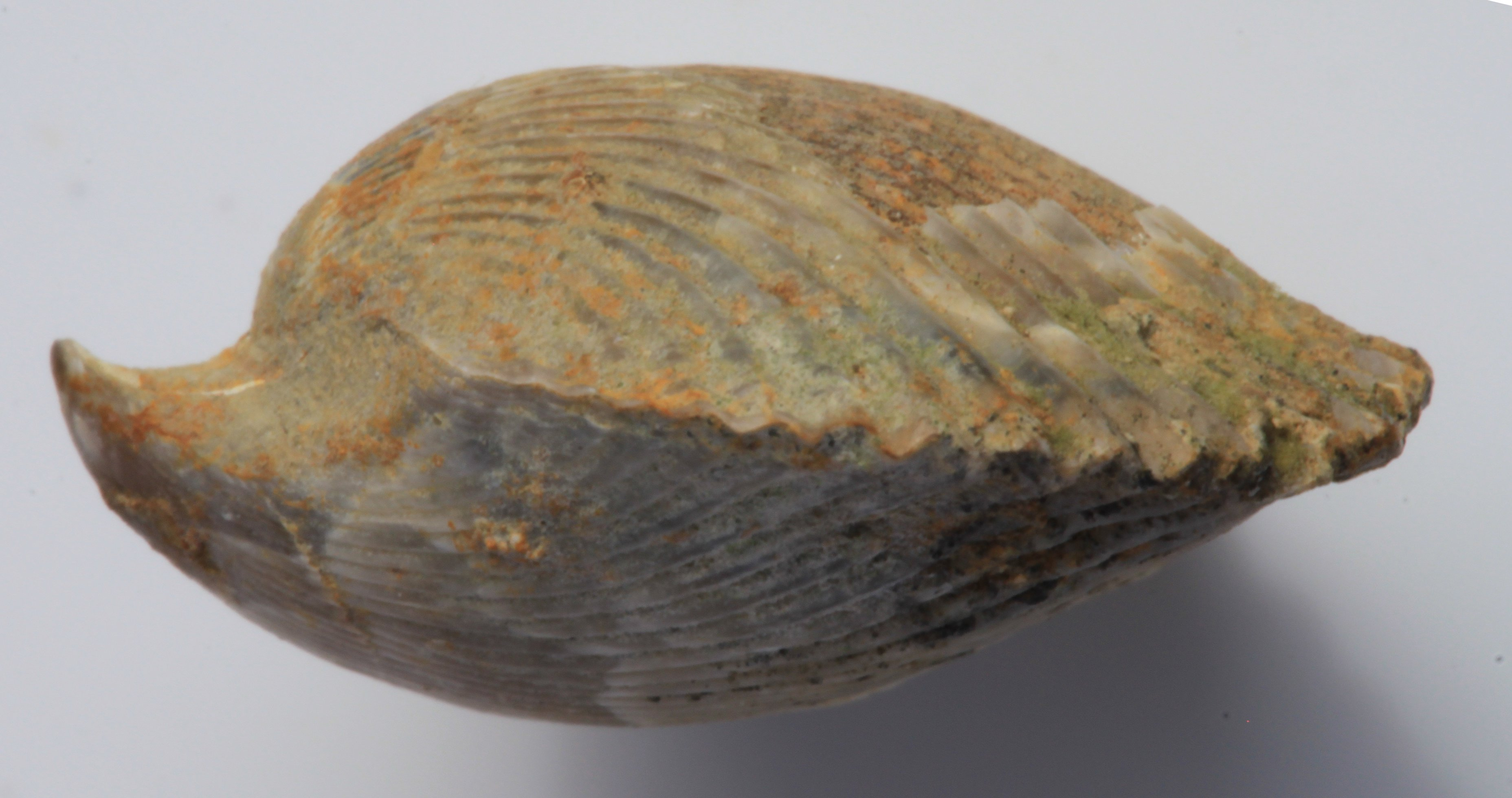
Sharpirhynchia sharpi, вид сбоку